# Egdon Heath (band)
Egdon Heath was een Friese muziekgroep binnen de neoprog.
Zij werd in 1981 in Leeuwarden opgericht in een tijd dat de progressieve rock het moeilijk had in tijden van de opkomst van punk. De stroming moest een manier vinden om verder te komen, de neoprog. Oprichters waren Jaap Mulder, dan nog cabaretier, Wolf Rappard en Valère Wittevrongel. In 1982 volgde Aldo Adema op gitaar, in 1984 Marcel Copini op basgitaar. Via een demo en radio-opnamen via een plaatselijke zender komen Demo 85 en Live 7-1-1986 bovendrijven.
In 1987 debuteerde de band met het album In the city dat eigenlijk nauwelijks opviel, maar Egdon Heath kan naar de podia en stond in het voorprogramma van IQ in Paradiso en Noorderligt. Het tweede album The killing silence (1991) met nieuw lid Jens van der Stempel, uitgebracht via SI Music leidde naar een hernieuwde interesse, zodat het debuutalbum in 1991 een heruitgave kreeg via dat label. Er volgden nog twee studioalbums en een livealbum, maar Van der Stempel is dan alweer vertrokken en opgevolgd door Maurits Kalsbeek. De band toert in 1998 met nichegenoot Ars Nova uit Japan. Er zou nog een aanvang gemaakt worden met een nieuw studioalbum, maar de band zag daar geen heil meer in en hief zich eind 1999 op. Laatste activiteit was een afscheidsconcert in Leeuwarden, De Harmonie 27 december 1999. 
De band was vernoemd naar de fictieve plaats Egdon Heath, voorkomend in The Return of the Native van Thomas Hardy.
Niet alle leden beëindigden hun muziekloopbaan, zo was Jaap Mulder betrokken bij Flamborough Head. Mulder en Adema (en deels Copini) startten in 2000 Seven Day Hunt.
- 1987: In the city
- 1991: The killing silence
- 1994: Him, the snake and I
- 1996: Nebula
- 2000: Live at last met afscheidsconcert in eigen beheer